# میراندا (مولیز)
میراندا (به ایتالیایی: Miranda) یک کومونه در ایتالیا است که در استان ایسرنیا واقع شده‌است.

## خصوصیات
میراندا ۲۲٫۳ کیلومترمربع مساحت و ۱٬۰۶۵ نفر جمعیت دارد.

## خواهرخوانده
شهر البا ادریاتیسا خواهرخواندهٔ میراندا (مولیز) هست.